# خوليو ألبرتو بيريز
خوليو ألبرتو بيريز (بالإسبانية: Julio Alberto Pérez Cuapio)‏ هو دراج مكسيكي، ولد في 30 يوليو 1977 في ولاية تلاكسكالا في المكسيك.

## وصلات خارجية
- خوليو ألبرتو بيريز على موقع الاتحاد الدولي للدراجات (الإنجليزية)
- خوليو ألبرتو بيريز على موقع أرشيف الدراجات (الإنجليزية)
- خوليو ألبرتو بيريز على موقع إحصائيات الدراجات الإحترافية (الإنجليزية)
- خوليو ألبرتو بيريز على موقع نسبة الدراجات (الإنجليزية)
- خوليو ألبرتو بيريز على موقع CycleBase (الإنجليزية)